# 秋田県道315号西仙北南外線
秋田県道315号西仙北南外線（あきたけんどう315ごう にしせんぼくなんがいせん）は、秋田県大仙市を通る一般県道である。一部区間が広域農道 出羽グリーンロードの一部に指定されている。

## 概要
秋田県道10号本荘西仙北角館線交点から出羽グリーンロードと秋田自動車道の間を南進、約3km先、栩平川まで進み、川沿いを上流まで並行する。大仙市円行寺で出羽グリーンロードに合流し南進、終点に至る。

### 路線データ
- 総延長 : 13.662 km[2]
- 実延長 : 13.662 km[2]
- 起点 : 秋田県大仙市大沢郷宿字宮田114番（秋田県道10号本荘西仙北角館線交点）[3]北緯39度31分21.09秒 東経140度18分30.11秒
- 終点 : 秋田県大仙市南外字大和野510番5（国道105号交点）[3]北緯39度26分26.09秒 東経140度20分4.15秒
- 未供用区間 : なし[2]

## 歴史
- 1995年（平成7年）4月1日 - 秋田県道に認定される[3]。

## 路線状況

### 重複区間
- 出羽グリーンロード（大仙市円行寺・交点 - 大仙市南外・交点、終点）

### 冬期閉鎖区間
- なし[4]

### 交通不能区間
- なし[5]

## 地理

### 交差する道路
| 施設名 | 接続路線名                   | 備考 | 所在地                                              |
| ------ | ---------------------------- | ---- | --------------------------------------------------- |
|        | 秋田県道10号本荘西仙北角館線 | 起点 | 大仙市大沢郷宿字宮田                                |
|        | 出羽グリーンロード           |      | 大仙市円行寺北緯39度27分58.52秒 東経140度19分3.93秒 |
|        | 国道105号 出羽グリーンロード | 終点 | 大仙市南外字大和野                                  |